# Resolució 2235 del Consell de Seguretat de les Nacions Unides
La Resolució 2235 del Consell de Seguretat de les Nacions Unides fou adoptada per unanimitat el 7 d'agost de 2015. El Consell va establir un Mecanisme d'Investigació Conjunta OPAQ-ONU per esbrinar quina de les parts havien utilitzat armes químiques a Síria.
Després de l'aprovació de la resolució, els membres foren elogiats per la unanimitat del Consell de Seguretat. Rússia també va argumentar que la troballa de l'OPAQ no es podia ignorar. El representant sirià va negar que el seu govern o exèrcit hagués utilitzat armes químiques.
Al febrer de 2015 un equip d'investigació de l'Organització per la Prohibició de les Armes Químiques (OPAQ) va arribar a la conclusió que estaven gairebé segurs que s'havien utilitzat armes químiques a Síria. No obstant això, aquesta missió no estava autoritzada per nomenar un controlador.
Es va instruir al Secretari General que preparés un mecanisme de recerca conjunt amb l'OPAQ, que havia de determinar quines persones, grups o autoritats havien estat responsables de l'ús d'armes químiques.